# Angle de vecteurs
En géométrie vectorielle, un angle de vecteurs est une réinterprétation de la notion d’angle comme classe d'équivalence de couple de vecteurs non nuls dans un espace euclidien.
Dans le plan muni d’une orientation, les angles de vecteurs satisfont une relation de Chasles et sont aussi orientés, avec une mesure en radians modulo {\displaystyle 2\pi } dans {\displaystyle \mathbb {R} }. Dans un espace de dimension supérieure ou égale à 3, les angles de vecteurs ne sont pas orientés, et leur mesure varie entre 0 et π radians, de l’angle nul à l’angle plat.

## Dans leplan orienté
À partir d’une origine O, tout vecteur non nul dirige une demi-droite, donc un couple de vecteurs détermine un secteur angulaire délimité par les deux demi-droites correspondantes et parcouru par les demi-droites intermédiaires en tournant dans le sens direct.
Étant donnés deux couples de vecteurs tous non nuls {\displaystyle ({\vec {u}},{\vec {v}})} et {\displaystyle ({\vec {u}}',{\vec {v}}')}, on dit qu’ils décrivent le même angle de vecteurs s’il existe une rotation plane et deux réels (strictement) positifs λ et μ tels que {\displaystyle r({\vec {u}})=\lambda u'} et {\displaystyle r({\vec {v}})=\mu v'}.
Les angles de vecteurs dans le plan sont orientés, c’est-à-dire que l’angle {\displaystyle ({\vec {u}},{\vec {v}})} est l’opposé de l’angle {\displaystyle ({\vec {v}},{\vec {u}})}.
Les angles de vecteurs peuvent être additionnés et respectent la relation de Chasles : {\displaystyle ({\vec {u}},{\vec {v}})+({\vec {v}},{\vec {w}})=({\vec {u}},{\vec {w}})}.

## Dans l'espace euclidien
L’existence d’un produit scalaire permet de définir l’angle α entre deux vecteurs non nuls avec la formule {\displaystyle \langle {\vec {u}},{\vec {v}}\rangle =\lVert {\vec {u}}\rVert \cdot \lVert {\vec {v}}\rVert \cos(\alpha )}. Le fait que le quotient {\displaystyle {\frac {\langle {\vec {u}},{\vec {v}}\rangle }{\lVert {\vec {u}}\rVert \cdot \lVert {\vec {v}}\rVert }}} soit compris entre −1 et 1 provient de l’inégalité de Cauchy-Schwarz.
Il n’y a plus de relation de Chasles entre les vecteurs, et l’interversion des vecteurs ne change pas l’angle, mais si chaque angle est mesuré entre 0 et π, on obtient une inégalité triangulaire : 
{\displaystyle ({\vec {u}},{\vec {v}})+({\vec {v}},{\vec {w}})\geq ({\vec {u}},{\vec {w}})}.